# 資格貧乏
資格貧乏（しかくびんぼう）とは、現代社会において用いられている資格に関する言葉である。

## 概要
現代社会においては資格を取得するということが自身が貧乏になるということに繋がるということである。多くの者は資格を取得するために大金を支払って勉強を行っており、ここで大金を支払うのは資格を取得できたならば自身がより高収入の職に就くことができるからであり、このことで勉強に費やした大金も回収できると見込んだ上でのことである。だが資格貧乏という言葉に当てはまるような状態というのは、資格を取得することができても高収入の仕事に就けないばかりか、資格取得の勉強および更新のための講習によって大金を失って貧乏になっただけであるということである。
従来より資格商法などという言葉が存在しているように、生活において不安を持っているような者を対象として稼ぐというビジネスが存在してきた。だが現代社会においては資格を取得できたとしても職に就けないという資格の幅が増えてきており、弁護士、税理士、公認会計士、弁理士､ 司法書士、社労士、行政書士および歯科医師などといった資格までもがこれに当てはまっている状態である。
このような社会情勢となっている背景には、資格を所持して業務を行っている者が高齢者となっても引退をせずに業務を行い続けているという事柄が存在する。このために人材が過剰となっており、新規に資格を取得した者は職に就けない状態となっているということである。他には現代社会においてはICT化が発達しており、素人のコンピュータの操作により複雑な業務が容易に行えるようになっているということも資格所持者の業務が減少している原因である。
歯科医師については医師免許と比較して取得しやすく、万が一誤診しても生命の危険に晒されないことから、歯科医師を目指す学生が多い事情もある。